# Harold Borko
Harold Borko (4 février 1922 - 7 avril 2012) est un psychologue, documentaliste et informaticien américain, théoricien de la science de l'information.

## Biographie
Originaire de New-York, il étudie la psychologie à l'Université de Californie, à Los Angeles, en 1948. Il obtient une maîtrise en psychométrie en 1949 et un doctorat en 1952. Pendant quatre ans il travaille en tant que psychologue pour l'US Navy, puis en tant que sociologue pour la RAND Corporation. Il rejoint le milieu universitaire en 1957, enseignant l'informatique appliquée à la psychologie à l'Université de Californie du Sud, jusqu'à la création d'un département Information et Documentation dans cet établissement.
En 1968, à l'occasion de la transformation de l'American Document Institute en American Society for Information Science, Harold Borko écrit un article intitulé : "Science de l'information: Qu'est-ce que c'est?", destiné à être une pierre angulaire dans le développement de la discipline et sa théorisation.
Harold Borko écrit également deux livres de documentation importants :  Abstracting Concepts and Methods en 1975 avec Charles Bernier et Indexing Concepts and Methods en 1979.
Il a été président de l'American Society for Information Science en 1966 et membre de plusieurs organisations américaines et internationales, y compris la Fédération internationale de documentation.
Il est mort à Santa Monica, (États-Unis) âgé de 90 ans.

## Théorie de l'information et de la documentation
Influencé par une première définition donnée en 1962 à l'Institut technologique de Géorgie, Borko expose en détail les principes de la science de l'information, mettant en avant sa scientificité et son interdisciplinarité. Il précise qu'elle analyse les propriétés et le comportement de l'information et les forces régissant le volume et l'utilisation de celles-ci. Ce processus implique des techniques manuelles et mécaniques de stockage, de récupération et de diffusion. 
Il affirme ainsi que la science de l'information est à la fois pure et appliquée.

## Liens extérieurs
- Notices d'autorité :   - VIAF
  - ISNI
  - IdRef
  - LCCN
  - CiNii
  - Belgique
  - Pays-Bas
  - Pologne
  - Israël
  - NUKAT
  - Lettonie
  - Grèce
  - WorldCat